# Italo (film)
Italo è un film italiano del 2014, diretto da Alessia Scarso.

## Trama
Ispirato a una storia vera, Italo racconta la tenera amicizia tra un cane straordinario e un bambino solitario.

## Produzione
Il film è stato girato in Sicilia, tra Scicli, Modica e Ragusa, con un cast proveniente prevalentemente dalla regione ed è basato su una storia vera, di un cane meticcio che nell'estate del 2009 apparve in circostanze mai chiarite a Scicli, guadagnando una popolarità per le sue doti tale da meritarsi la cittadinanza onoraria. Un simile caso era stato narrato da Carmelo Ciccia nel suo breve racconto del 1988 "Storie di animali", incluso nel libro La brutta estate del '43 e antologia di Storie paesane (Catania, C.R.E.S., 2004).

## Distribuzione
Il film ha partecipato a diversi festival internazionali:
- 16° R2R International Film Festival for Youth
- 60° Taormina Film Fest
- 21° Minsk International Film festival Listapad
- 20° Kolkata International Film Festival (film d'apertura)
- 11° Pantalla Pinamar Film Festival
- 21° Sedona International Film Festival
- 8° Children's Book Festival Monte Librić
- 12° Green Film Festival in Seoul
- 4° Italian Contemporary Film Festival Junior
- 18° Shangai International Film Festival
- 3° Ariano International Film Festival
- 20° Roseto Opera Prima (vincitore della Rosa d'oro per il miglior Soggetto)

Nelle sale italiane è uscito il 15 gennaio 2015, distribuito da Notorious Pictures.